# Paras (Cepogo)
Paras is een bestuurslaag in het regentschap Boyolali van de provincie Midden-Java, Indonesië. Paras telt 873 inwoners (volkstelling 2010).